# Gergana Pasi
Gergana Christowa Pasi (Grynczarowa), bułg. Гергана Христова Паси (Грънчарова) (ur. 14 czerwca 1973 w Płowdiwie) – bułgarska prawniczka i polityk, parlamentarzystka, wiceminister spraw zagranicznych (2004–2007) oraz minister ds. europejskich (2007–2009).

## Życiorys
W 1992 została absolwentką liceum anglojęzycznego im. Georgiego Kirkowa w Płowdiwie. W 1997 ukończyła studia prawnicze na Uniwersytecie Sofijskim im. św. Klemensa z Ochrydy, uzyskała następnie na tej uczelni doktorat w zakresie stosunków międzynarodowych. Kształciła się także w T.M.C. Asser Instituut w Hadze. Pracowała w firmach prawniczych i konsultingowych (w tym w przedsiębiorstwie Arthur Andersen), praktykowała także jako adwokat.
Zaangażowała się w działalność różnych organizacji pozarządowych, m.in. została przewodniczącą założonego w 2002 ruchu PanEwropa Byłgaria. Od 2004 do 2009 była wiceprzewodniczącą Międzynarodowej Unii Paneuropejskiej.
W 2001 dołączyła do Narodowego Ruchu Symeona Drugiego. W wyborach parlamentarnych w 2001 z ramienia tej partii uzyskała mandat posłanki do Zgromadzenia Narodowego 39. kadencji. W 2005 z powodzeniem ubiegała się o reelekcję na 40. kadencję. W 2004 powołana na stanowiska wiceministra spraw zagranicznych w gabinecie Symeona Sakskoburggotskiego. Pozostała na tym urzędzie również w powołanym w 2005 rządzie Sergeja Staniszewa, tworzonym przez jej ugrupowanie, a także socjalistów oraz Ruch na rzecz Praw i Wolności. W marcu 2007, po odejściu z gabinetu Megleny Kunewej, została nowym ministrem ds. europejskich. Funkcję tę pełniła do lipca 2009.
W 2009 poślubiła byłego ministra spraw zagranicznych Sołomona Pasiego, przyjmując nazwisko męża.